# چوپینو
چوپینو (به لاتین: Chupino) یک منطقهٔ مسکونی در روسیه است که در سرزمین آلتای واقع شده‌است.